# Aurora McKenny Pijuan
Aurora McKenny Pijuan (Bacolod, 11 novembre 1949) è una modella filippina vincitrice di Miss International 1970.
Cresciuta a Bacolod e diplomatasi presso il college di Santa Scolastica nel 1967, nel 1970 partecipa e vince il concorso di bellezza nazionale Binibining Pilipinas. Il titolo di Miss Filippine le permette di partecipare ed eventualmente vincere Miss International, quell'anno tenuto a Osaka, rendendo il proprio paese le Filippine ad essere il primo ad aver vinto due volte il titolo.
Successivamente Aurora Pijuan sposò l'allenatore di basket Tomas Manotoc nella Repubblica Dominicana. La coppia ha avuto un figlio, TJ, giornalista sportivo del canale ABS-CBN. Il loro matrimonio è terminato in un divorzio, che ha portato Monotoc a risposarsi con Imee Marcos, figlia del presidente delle Filippine Ferdinand Marcos.